# Bok & Bibliotek
De Bok & Bibliotek (ook bekend als Göteborg Book Fair, Bokmässan of Bok- och biblioteksmässan) is een jaarlijks evenement, dat sinds 1985 gehouden wordt in de Zweedse stad Göteborg.
Oorspronkelijk diende het evenement als ruilbeurs, met name voor bibliothecarissen en leraren, maar het is in de jaren daarna uitgegroeid tot het grootste literaire evenement van Scandinavië en het op een na grootste evenement van Europa, na de Frankfurter Buchmesse.
Meestal wordt het evenement in de laatste week van september gehouden. Ongeveer 100.000 mensen bezoeken het evenement jaarlijks.

## Bekende gasten

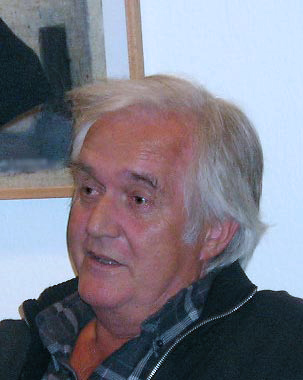
Henning Mankell, 2005
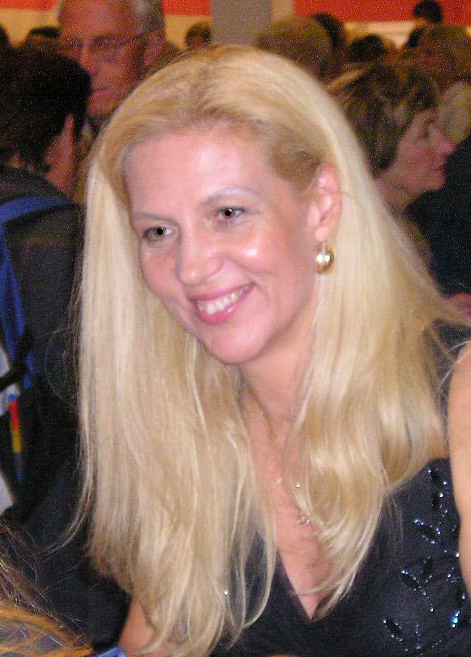
Liza Marklund, 2005
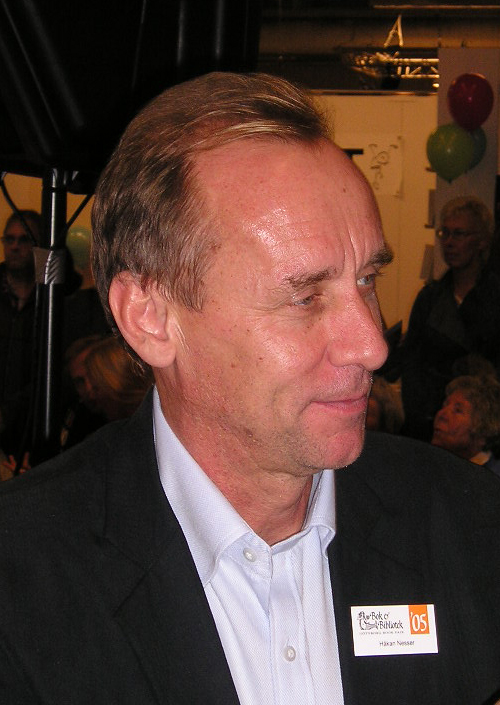
Håkan Nesser, 2005
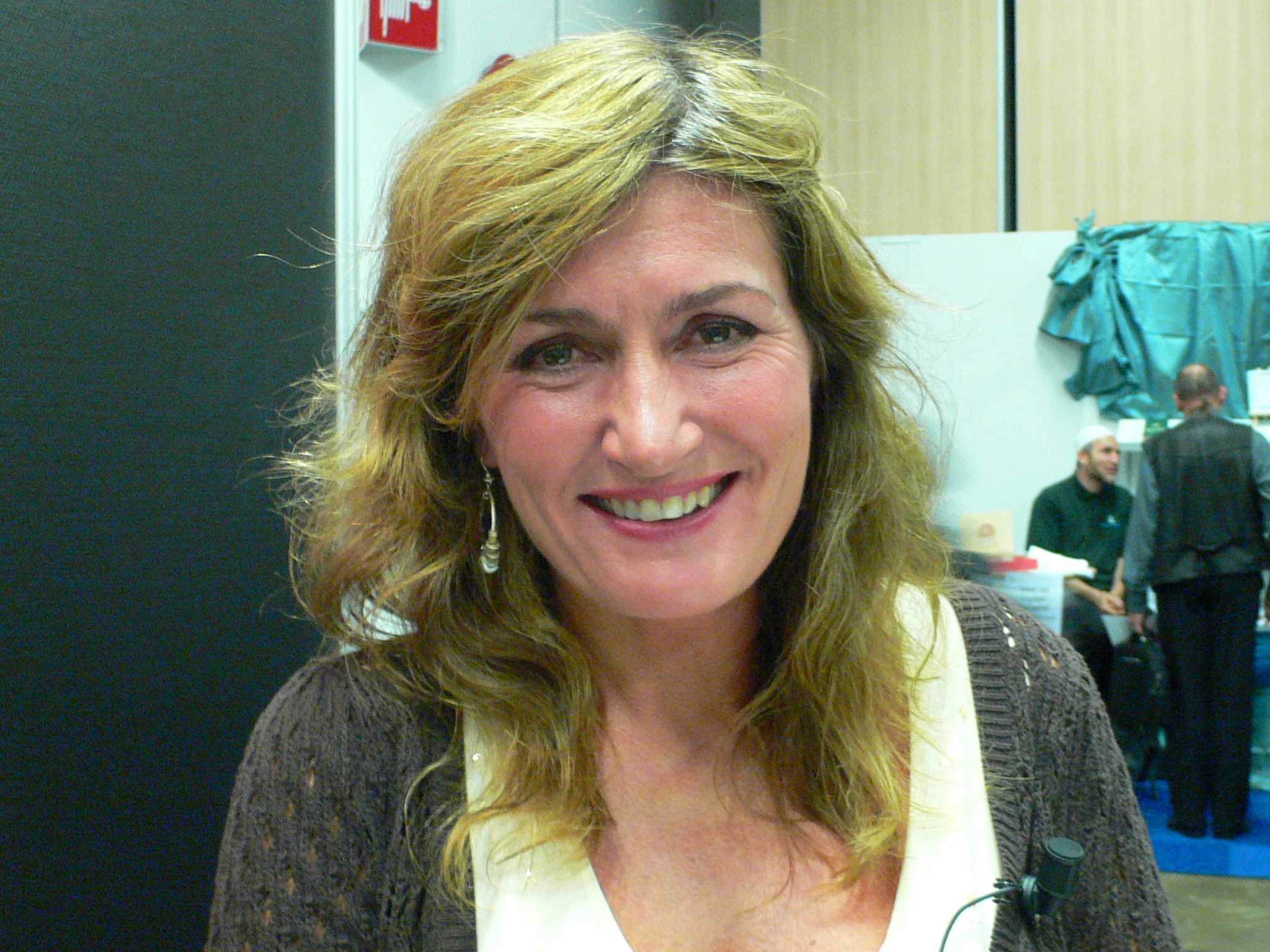
Mari Jungstedt, 2007
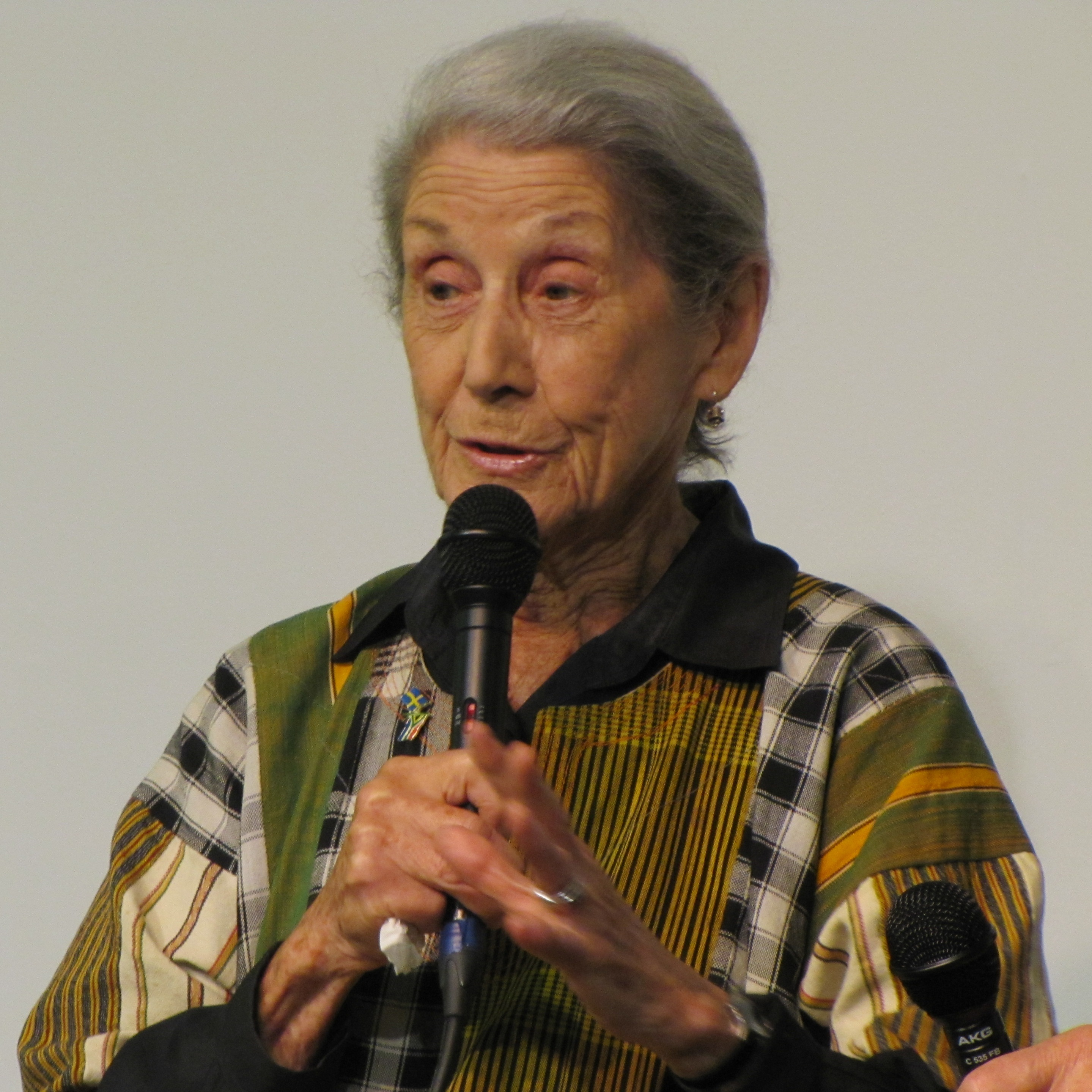
Nadine Gordimer, 2010
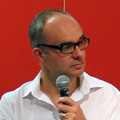
Niel Bushnell, 2013